# Maître de Delft

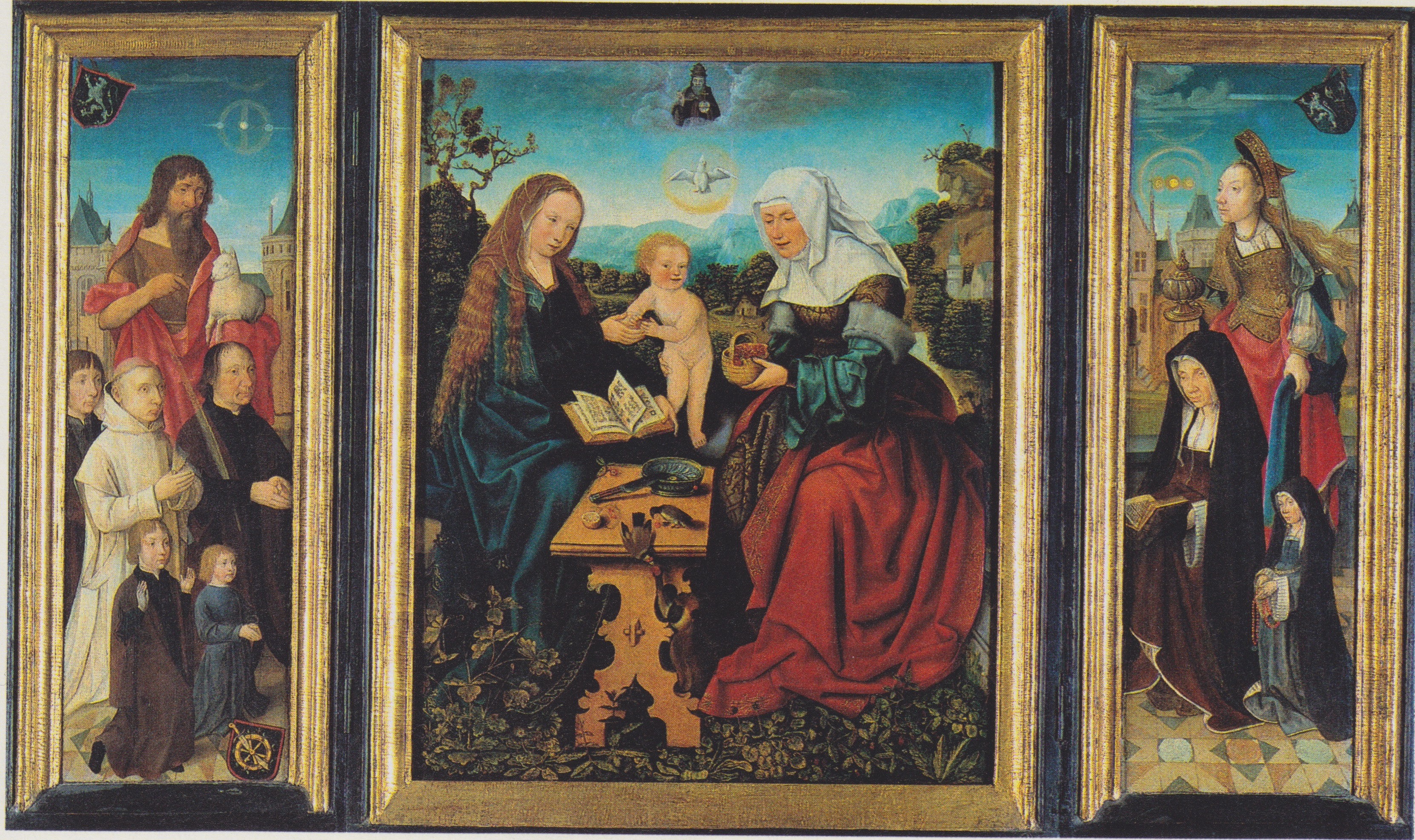
Maître de Francfort (panneau central), Maître de Delft (panneaux latéraux), « Triptyque d'Anne Trinitaire » de la famille van Beest de Delft (vers 1514), Suermondt-Ludwig-Museum, Aix-la-Chapelle.

Le Maître de Delft est un maître anonyme peintre du gothique tardif actif dans le Nord des Pays-Bas entre 1490 et 1520 environ, nommé ainsi d'après un tableau commandé par le maire de Delft.

## Éléments biographiques
Le Maître de Delft est le nom de convention attribué à un peintre du gothique tardif actif dans le Nord des Pays-Bas entre 1490 et 1520 environ. L'artiste, dont on ne connaît pas le nom, a été identifié une première fois comme l’auteur des volets latéraux d'un retable commandé par Dirk van Beest,  maire de Delft vers  1514 au Maître de Francfort. D'autres tableaux qui lui sont attribués et qui ont des rapports avec la ville de Delft ont contribué au consensus dans l'appellation Maître de Delft,. Le maître utilise par exemple les églises de Delft en arrière-plan ou peint pour des familles de donateurs résidant en ville. Les motifs locaux représentés, comme par exemple l'église Nieuwe Kerk, la Nouvelle église de Delft, achevée avec la construction de la tour ouest en 1496 contribuent à la datation de ses œuvres. 

## Œuvres (triptyques)
Une série de triptyques de retables sont attribués au Maître de Delft. Parmi les œuvres, il y a :

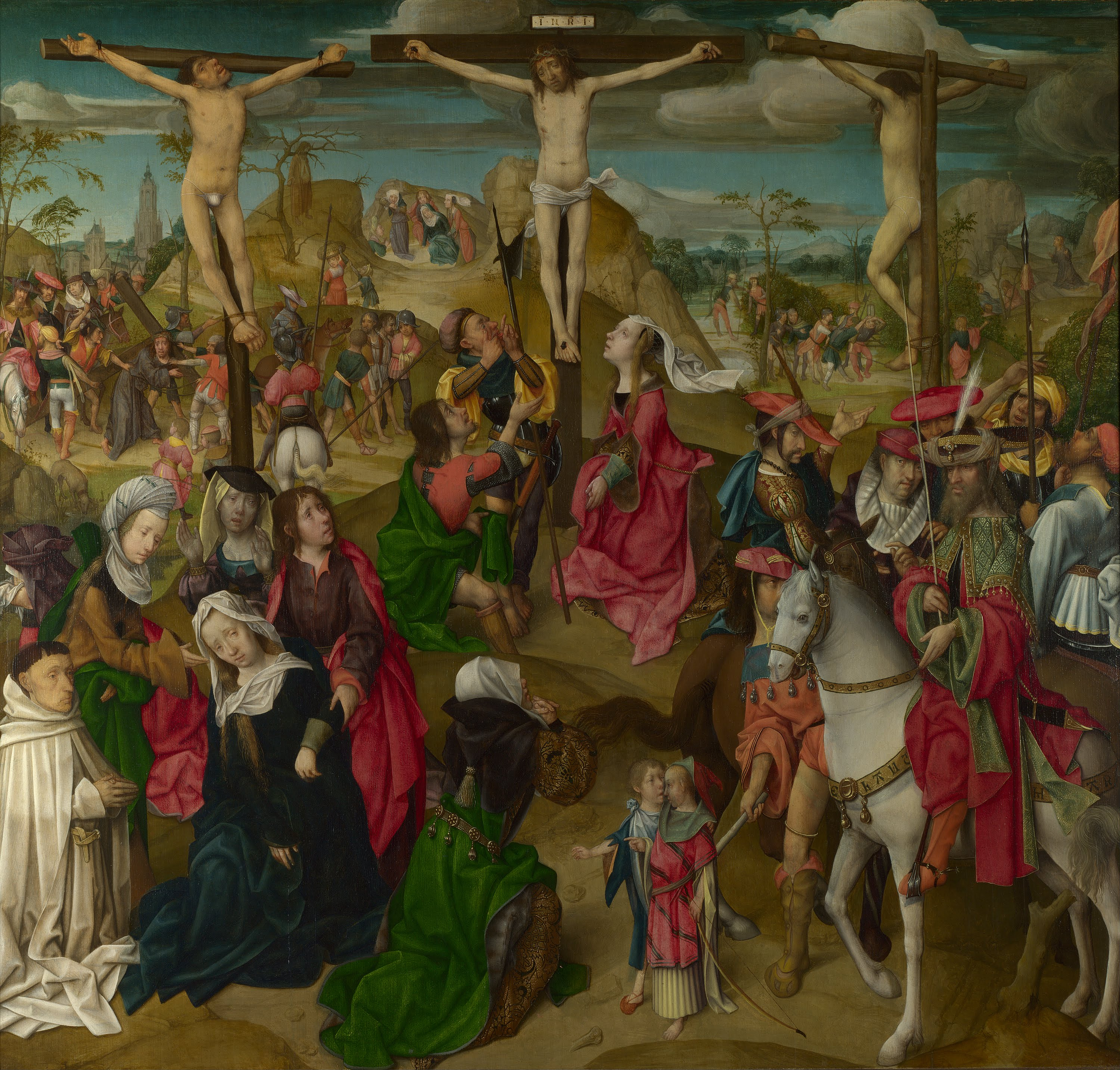
Triptyque avec des scènes de la Passion (vers 1500-1510), National Gallery, Londres. Panneau central.

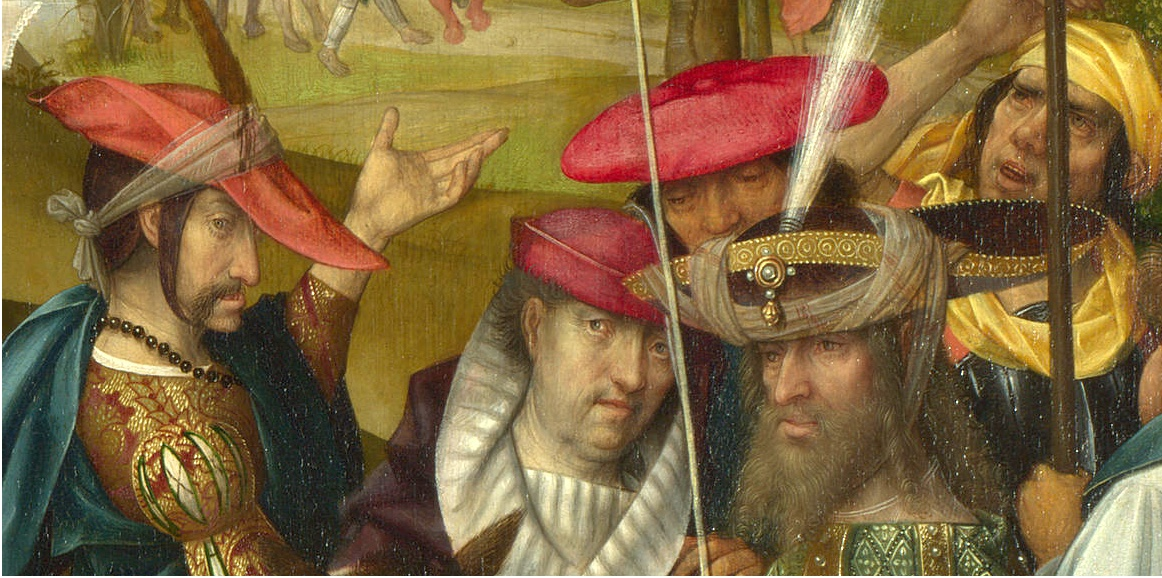
Triptyque avec des scènes de la Passion (vers 1500-1510), National Gallery, Londres. Detail : Notables dans leurs beaux vêtements.

Triptyque avec des scènes de la Passion (vers 1500-1510), National Gallery, Londres. Le panneau central de ce retable  de taille importante (98,2 × 105 cm) montre une crucifixion. Les nombreux personnages sont vêtus à la mode du temps, le groupe de notable à droite parade, et tous sont vifs et simples. À l'arrière, des scènes de la Passion.
La tour à l'arrière-plan à gauche est la tour de la Nouvelle église de Delft, telle que terminée en 1496, et avant sa modification en  1536. Elle est située dans Jérusalem, d'où sort le cortège de la montée au Calvaire, avec le Christ, portant la croix et regardant le spectateur. À droit, le Christ priant au jardin de Gethsémani et juste en-dessous Judas qui guide le groupe qui va procéder à l’arrestation. Au fond au centre Marie, soutenue par l'apôtre Jean, et entourée des trois Marie. 
Les volets latéraux montrent d'autres scènes autour de la crucifixion ; à gauche, le Christ est emmené depuis le prétoire, à droite la descente de la croix.  
Ce retable est peuplé d'une foule de spectateurs et de participants animés et brillamment habillés, parmi lesquels une  importante  présence d'enfants. Il reflète la piété pratique de Geert Grote et les enseignements de Thomas a Kempis, qui a souligné l'importance de l'imitation du Christ dans la vie quotidienne et la nécessité vitale d'éduquer les jeunes. Un donateur à genoux en robe de chartreux en bas à gauche du panneau est la seule figure centrale immobile dans cette peinture en dehors du Christ crucifié. Elle a conduit Châtelet à suggérer que le retable a pu être été peint pour l'abbaye de Bartholomausdael, près de Delft.

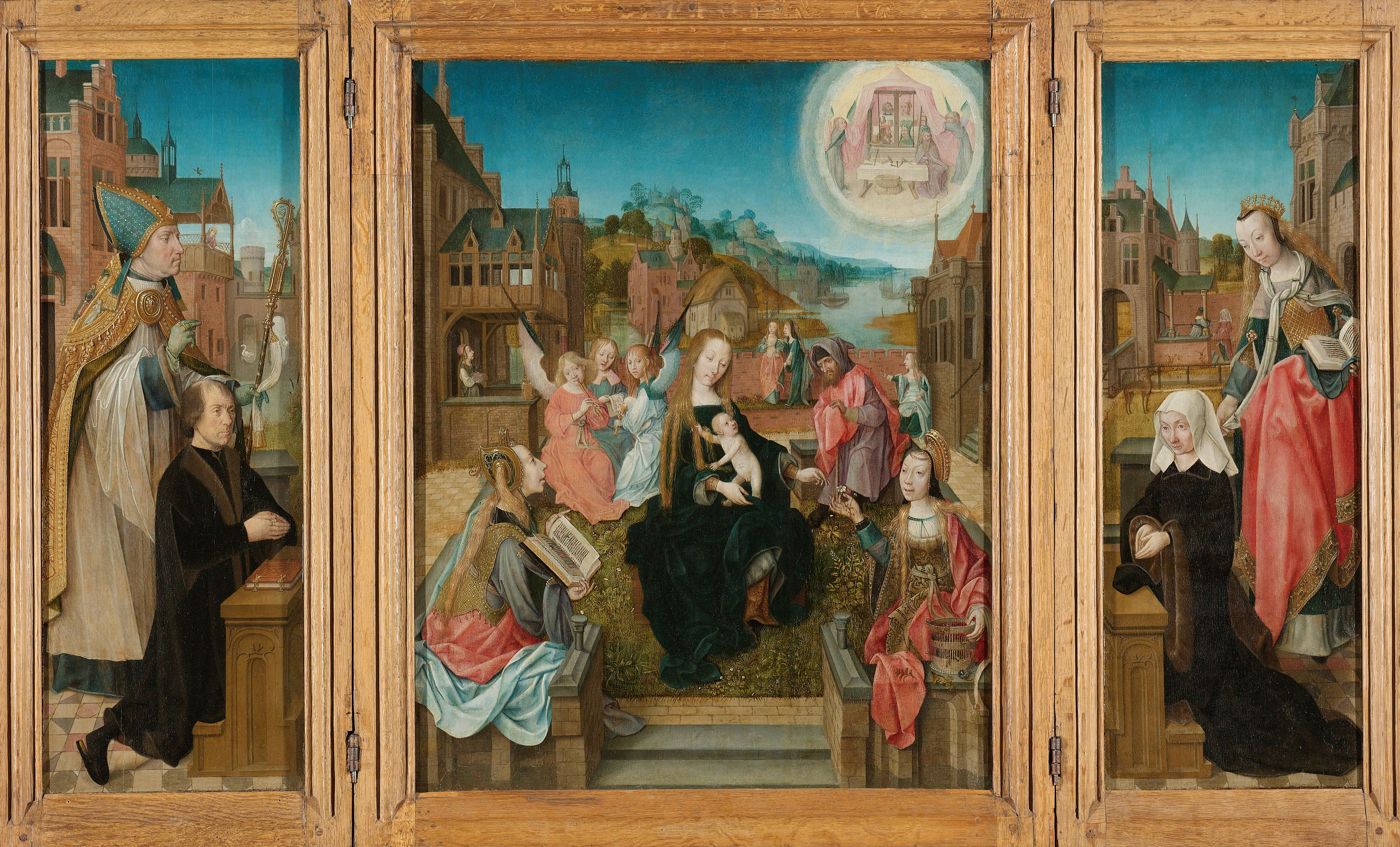
Triptyque avec Vierge à l'Enfant, saints et donateurs (1500-1510), Rijksmuseum Amsterdam.

Triptyque avec Vierge à l'Enfant, saints et donateurs (vers 1500-1510) Rijksmuseum, Amsterdam.
 Ce retable de dimensions modestes (87,1 × 69,2 cm pour le panneau central)  présente au centre une Vierge à l'Enfant en mariage mystique avec sainte Catherine, et sainte Barbe; le panneau gauche contient le donateur avec ses enfants et saint Martin en protecteur, le panneau droit la donatrice et ses filles protégée par sainte Cunera. L'extérieur des volets, visibles quand le retable est fermé, présente une Annonciation. En haut à droite une vision montrant un patriarche ou Dieu le père assis près d'une table où sont posés les Arma Christi devant un retable. Le tout est surmonté d'un baldaquin dont le rideau est retenu par deux anges et où l'on voit les têtes de quatre personnages.
Triptyque d'Anne Trinitaire  de la famille van Beest (vers 1514) - panneaux latéraux, Suermondt-Ludwig-Museum, Aix-la-Chapelle. Seuls les deux panneaux latéraux sont attribués au Maître de Delft. Ils portent les armes et contiennent les portraits de Dirk van Beest (d 1545), maire de Delft, et de sa femme, Gertruyt van Diemen, ainsi que de leurs cinq enfants, y compris leur fils Théodore, un moine chartreux. 

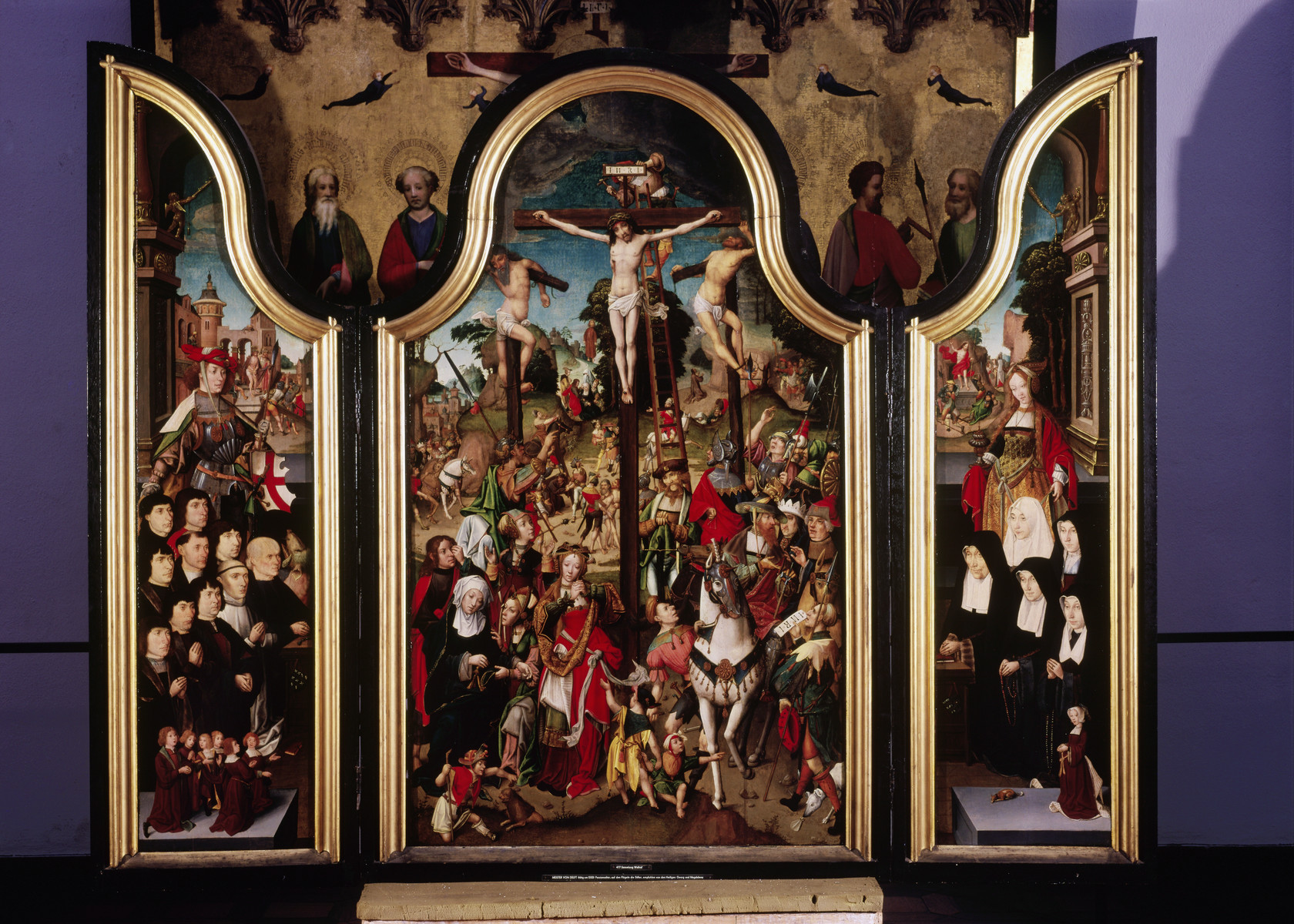
Triptyque avec une crucifixion (vers 1520-1525), Wallraf-Richartz Museum, Cologne. Ouvert

Triptyque avec une crucifixion (vers 1520-1525), Wallraf-Richartz Museum, Cologne. Le retable a une forme arrondie sur la partie supérieure, ce qui lui donne une allure aérienne. Un panneau fixé à l'arrière du retable montre une autre crucifixion, bien antérieure, avec des restes d'une galerie d'apôtres et de saints sur fond doré, avec des anges vêtus de noir.
Le retable proprement dit est semblable, dans sa thématique, à celui de la National Gallery. Les personnages et scènes du panneau central sont encore plus foisonnants et colorés, vêtus plus richement, avec un groupe important d'enfants au premier plan en bas. Les scènes à l'arrière-plan sont plus détaillées, surtout en arbres, alors que les bâtiments de la ville de Jérusalem sont réduits. La pendaison de Judas est très visible. Sur le volet de droite, la donatrice avec ses filles et petites-filles, présentée par Marie-Madeleine; à l'arrière-plan, une résurrection. Sur le panneau de gauche le donateur, ses neuf fils et petit-fils, présentés par un saint Georges en armure flamboyante; à l'arrière-plan la scène du Ecce homo. Des écussons et blasons des familles figurent aux divers coins. 
Le retable fermé montre en grisaille sainte Anne Trinitaire à gauche, et saint Christophe portant l'Enfant à droite.

## Autres œuvres
D'autres retables ou fragments de tableaux sont :
- Les adieux du Christ et de Marie vers 1540[9].
- Un volet d'un retable avec des scènes de la passion et, au verso, une messe de saint Grégoire[9].
- Saint Jean l'Évangéliste (vers 1520), attribué à un disciple[9].
- Un triptyque avec  volets et prédelle[9].

On attribue au Maître de Delft également une certaine paternité dans des gravures sur bois. Le Maître de la vie de Lydwina a créé, entre 1496 et 1498, une série de gravures sur bois, illustrations de l'ouvrage Vita Lidwinae de Johannes Brugman, imprimé à Schiedam en 1498, sur la vie de Lidwine de Schiedam. Le même artiste a peut-être gravé les pages de titre de deux livres publiés à Gouda : Leven van Liedwy (1496) et Historie vanden heiligen patriarch Joseph (1496 ou ultérieur). Des éléments de son style sont dérivés du Maître du Chevalier Délibéré, et quelques types de figures ressemblent à des peintures attribuées au Maître de Delft; il a peut-être été associé à son atelier. On lui attributs quelques eaux-fortes, à l'exemple de la Transfiguration, de 1503 au Rijksmuseum, d'Amsterdam.

## Style
On peut reconnaître une certaine affinité entre le Maître de Delft et le Maître de la Virgo inter Virgines, également actif à Delft à la fin du XVe siècle. Des influences de Lucas van Leyden et de son maître Cornelis Engebrechtsz, par exemple dans les motifs et le style des xylogravures de van Leyden publiés autour de 1490.
La représentation vivante et proche du peuple de personnages, vêtus dans des costumes de l'époque et parfois des tenues de prestige, est clairement visible par exemple dans les détails du panneau central du Triptyque avec des scènes de la Passion. Ceci montre l'attention que porte l’artiste à une interprétation des thèmes chrétiens dans un cadre de simplicité de la vie quotidienne. En cela, il se rapproche des thèses de Thomas a Kempis qui appelle à une vie proche du Christ, un enseignement alors populaire dans la région de Delft et que l'on reconnaît aussi chez d'autres peintres contemporains. À cette époque, où on représente le peuple en proximité immédiate avec le divin ou la sainteté, on observe aussi une intégration plus visible des donateurs et de leurs familles dans la composition d'ensemble.
La fuite en Égypte, 1480-1500, papier, Rijksmuseum.

## Galerie

Œuvres diverses
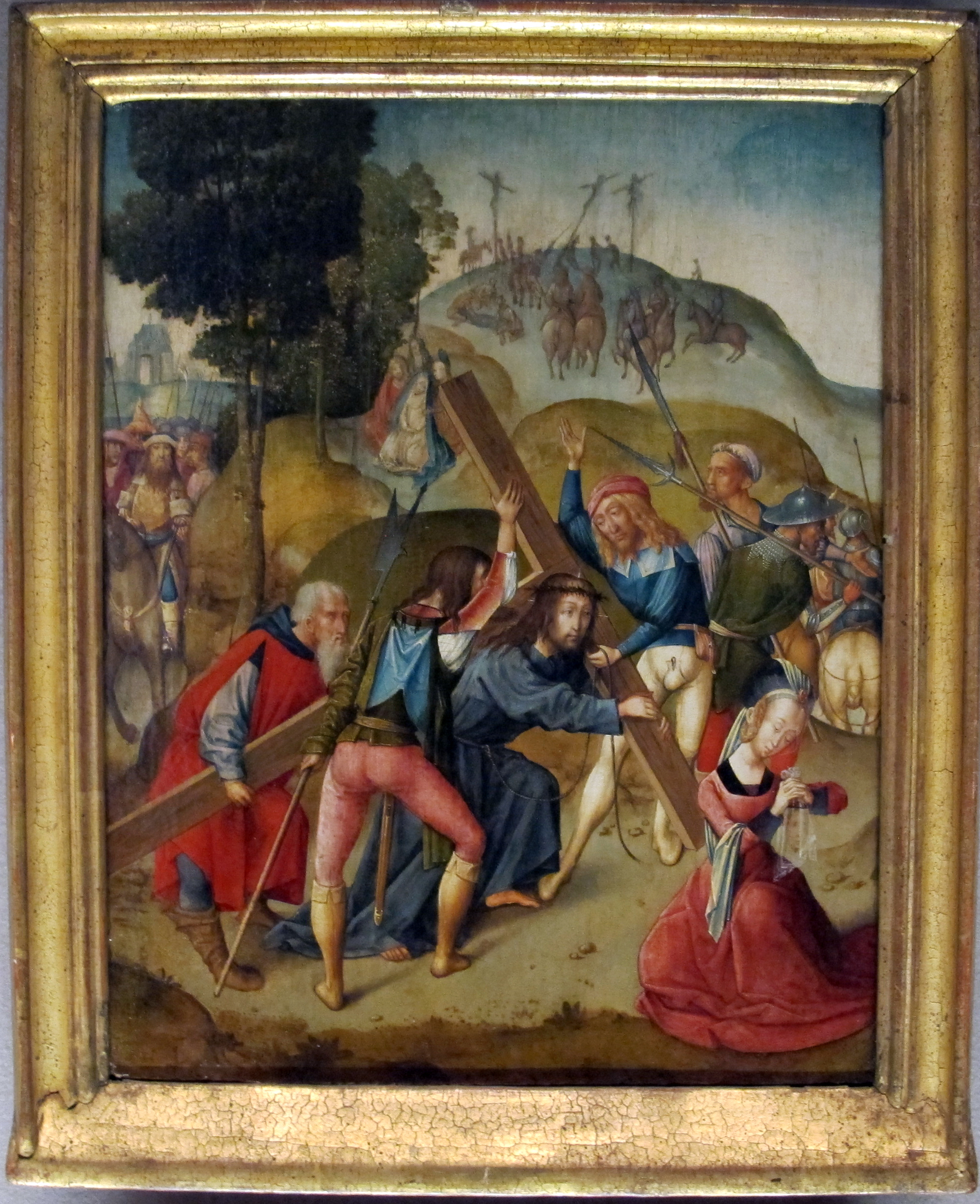
Le Portement de croix, huile sur panneau, XVe, Département des peintures du musée du Louvre.
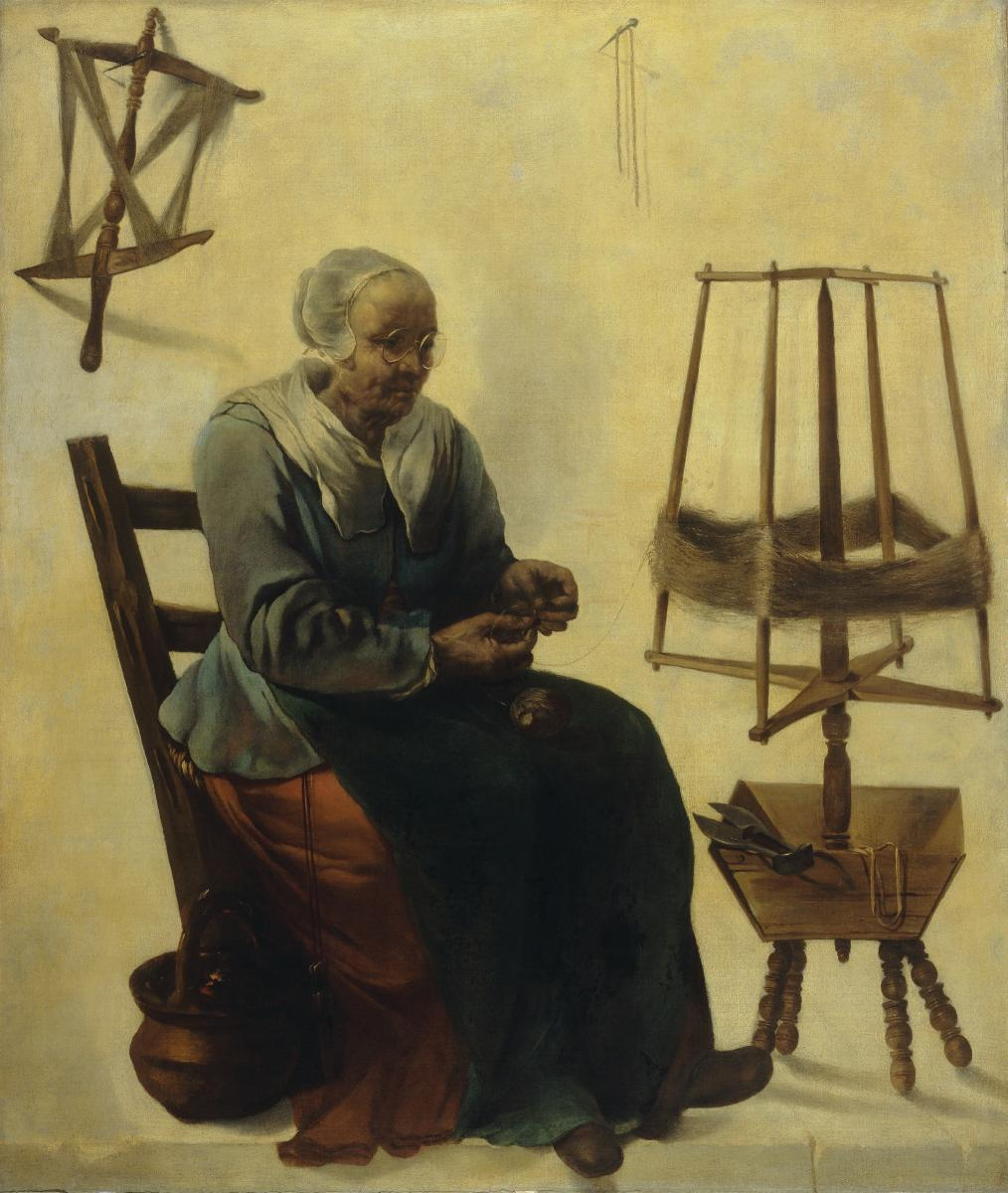
Dévideuse, huile sur toile, 1660, Musée d'Art et d'Histoire de Genève[12].
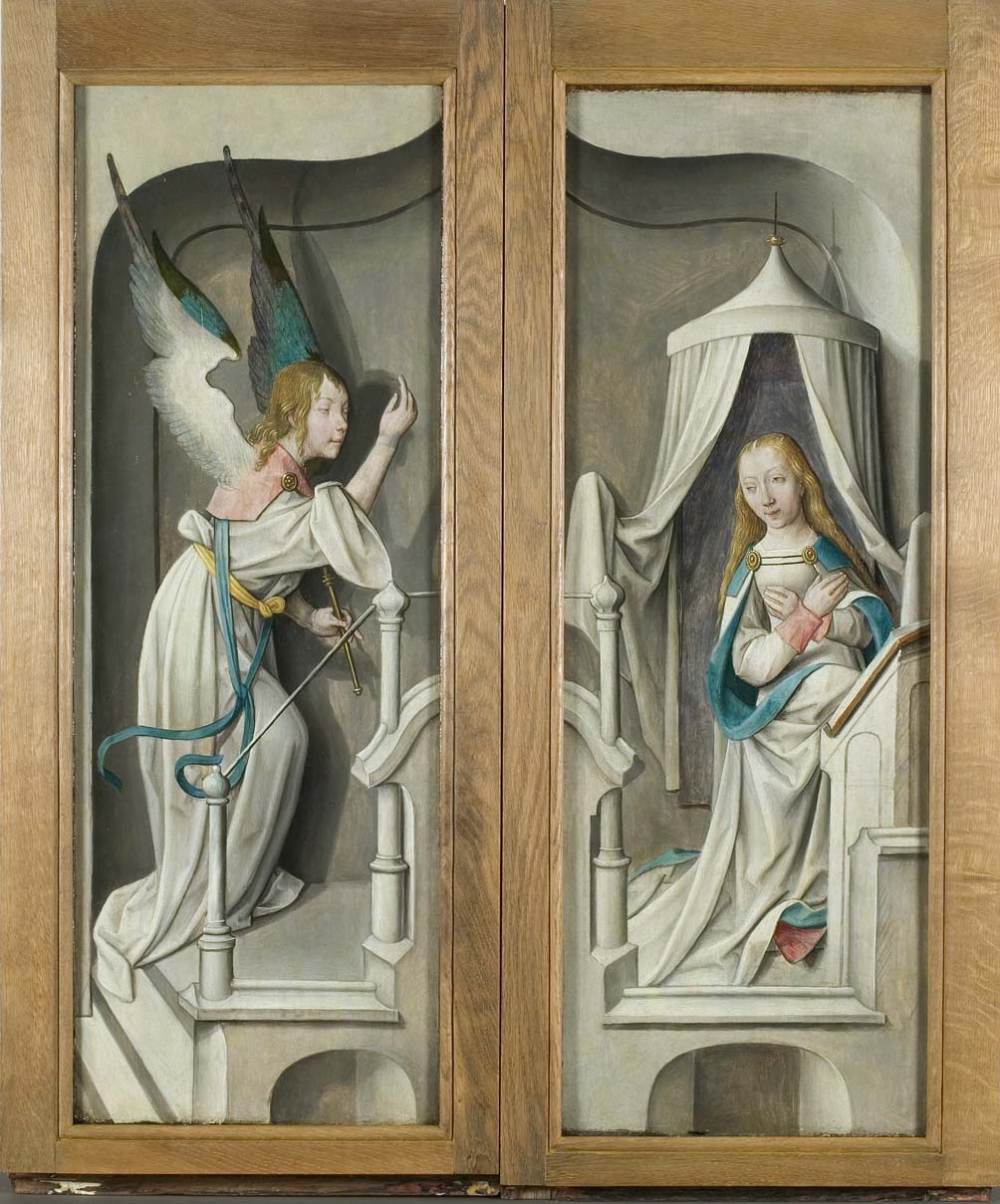
Triptyque avec Marie et l'enfant, Joseph, des anges et des saints dans un jardin clos, sur les côtés extérieurs des volets une annonciation avec un ange à gauche et Marie à droite, peinture à l'huile, panneau, vers 1495-1504, Musée du couvent Sainte-Catherine, Utrecht.
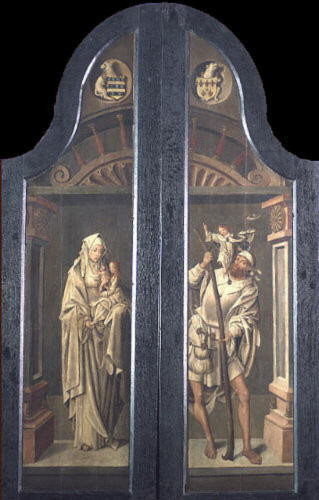
Triptyque avec la crucifixion du Christ, détail (panneaux fermés), huile sur panneau, vers 1480-1520, Musée Wallraf-Richartz, Cologne.

### Autres

Gravures sur bois des œuvres du Maître
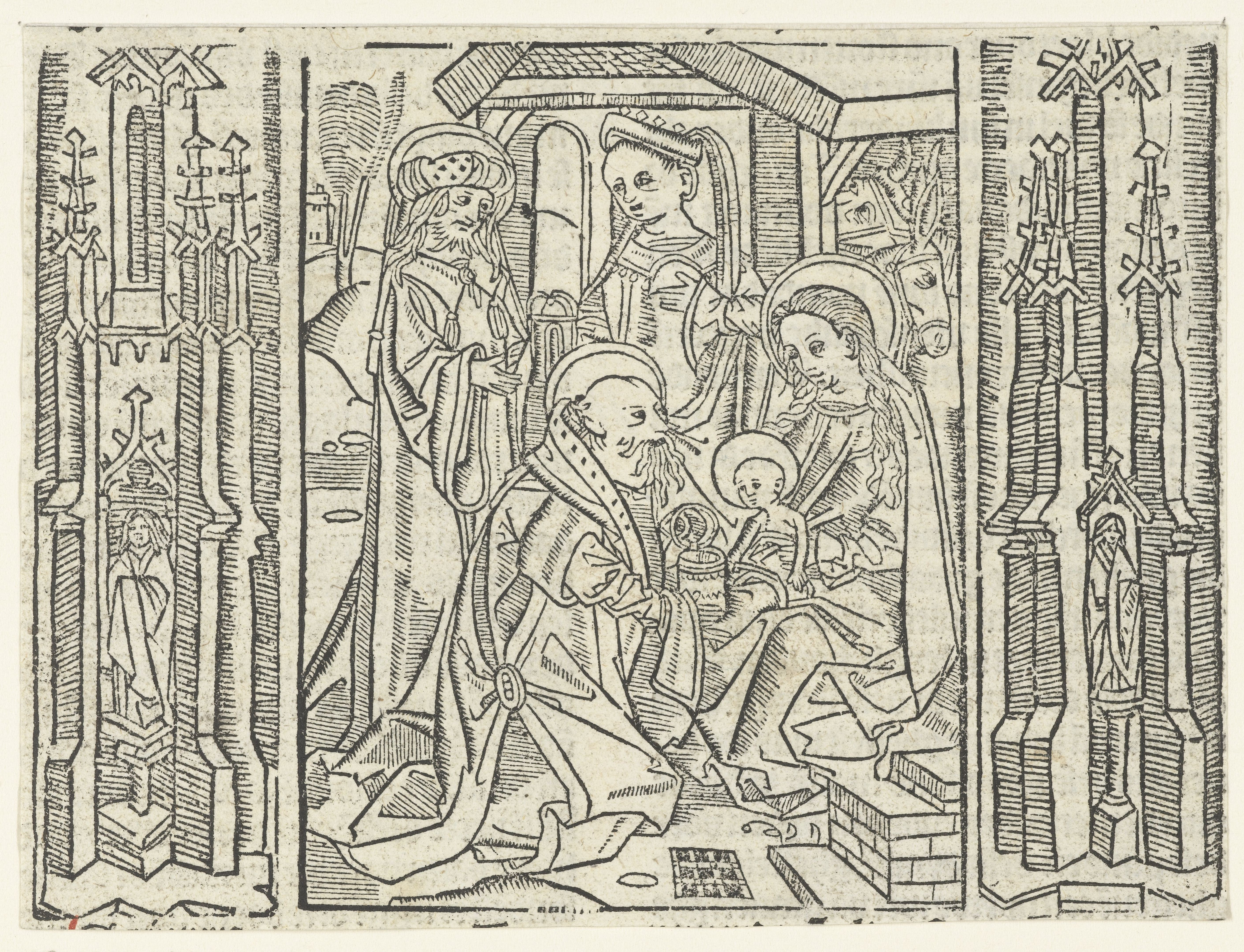
Adoration des Mages, papier, vers 1500-1503, collection Anvers.
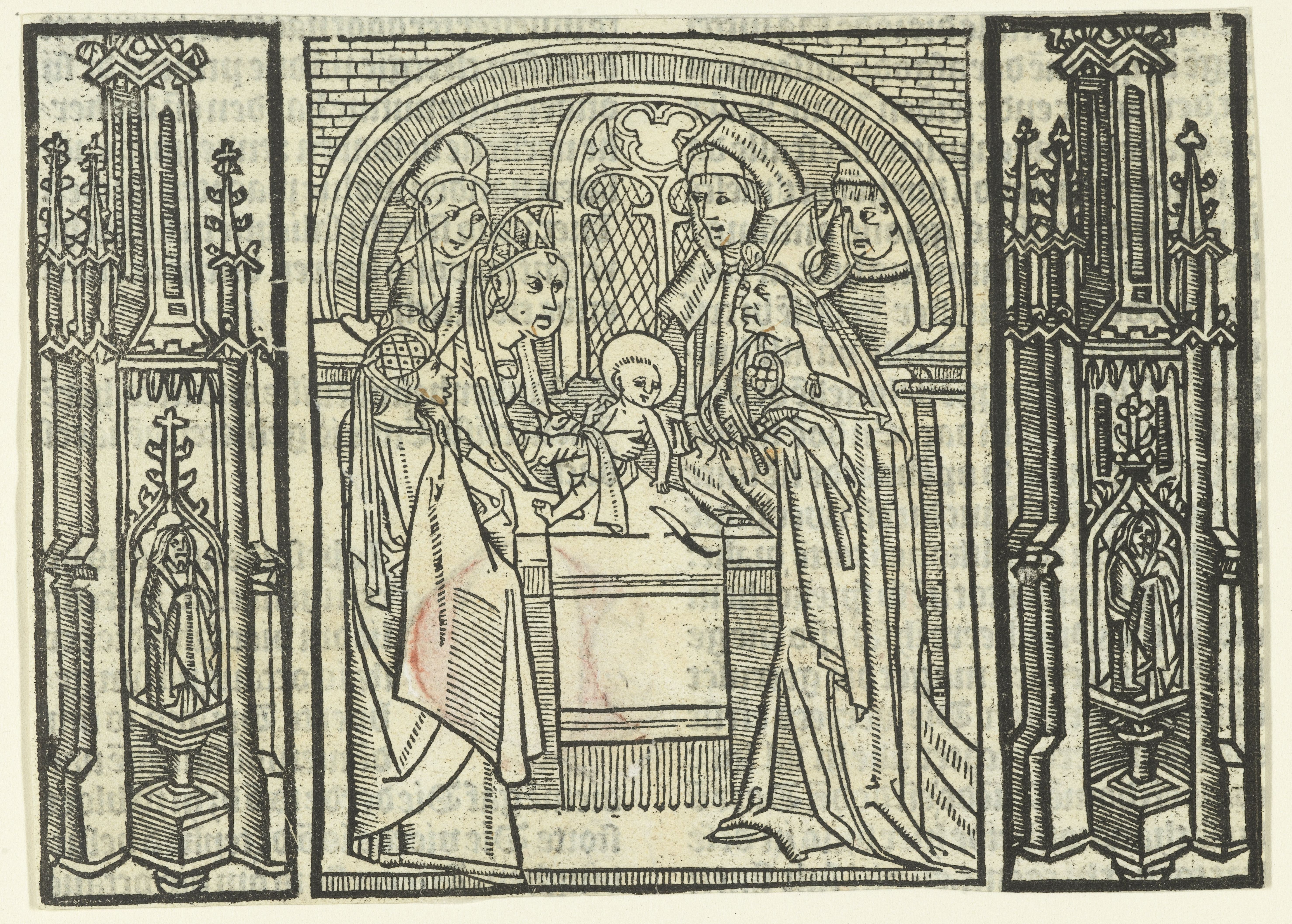
La Circoncision du Christ, papier, vers 1500-1503, collection Anvers.
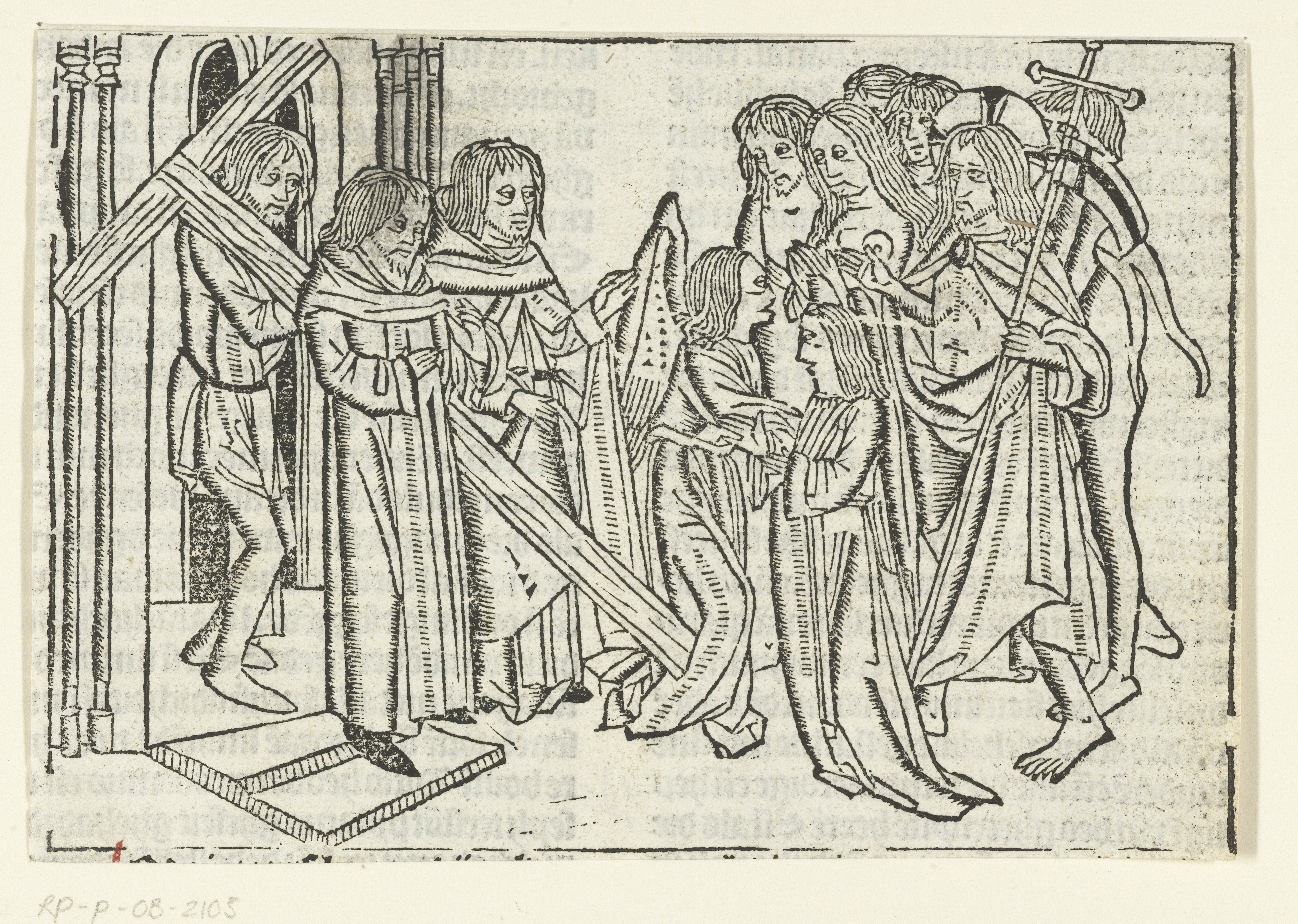
Le Christ aux portes du ciel, papier, vers 1500-1503, collection Anvers.